# Sarma (Moutourwa)
Pour les articles homonymes, voir Sarma.
Sarma est une localité du Cameroun située dans la commune de Moutourwa, le département du Mayo-Kani et la Région de l'Extrême-Nord, au pied des monts Mandara, à proximité de la frontière avec le Tchad.

## Localisation
Sarma est localisé à 10° 24′ 25″ N, 14° 17′ 21″ E.